# Eva Belaise
Eva Maria Belaise, detta Minnie (Livorno, 15 gennaio 1927 – Livorno, 28 giugno 2008), è stata una nuotatrice italiana.

## Biografia
Nata nel 1927 a Livorno, ha gareggiato agli Europei di Vienna 1950.
All'età di 25 anni ha partecipato ai Giochi olimpici di Helsinki 1952, uscendo in batteria nella staffetta 4x100 m stile libero insieme a Fides Benini, Romana Calligaris e Maria Nardi con il tempo di 4'52"6.
Morì nel 2008, a 81 anni.